# Adyen
Adyen N.V. ist ein niederländisches Technologiedienstleistungsunternehmen auf dem Gebiet der Zahlungsabwicklung mit Sitz in Amsterdam. Der Unternehmensname „Adyen“ entstammt der Kreolsprache Sranan und bedeutet etwa „von vorne beginnen“. Durch die Software Adyens können in einer Schnittstelle integriert verschiedene Bezahlmethoden im stationären Handel, online und mobil angeboten werden. Die letztliche Zahlung wird auch über das Unternehmen abgewickelt.
Zu den Kunden von Adyen zählen u. a. die Unternehmen Microsoft, Facebook, Netflix, Spotify, Klarna, eBay, Uber, McDonald’s, easyJet, Lidl, Zalando, Booking.com, Flixbus, OBI und H&M.
Die Aktien sind Bestandteil der Aktienindizes Amsterdam Exchange Index (AEX 25), Euro Stoxx 50 (ESTX 50) und des Euronext 100 (XPAR). Adyen gehört mit dem Stand von Februar 2024 zu den 55 wertvollsten Unternehmen der Europäischen Union und den 60 wertvollsten Finanzdienstleistungsunternehmen der Welt. Größter Konkurrent ist der irisch-US-amerikanische Zahlungsabwickler Stripe.

## Geschichte
Pieter van der Does und Arnout Schuijff zählten 2006 zu den Gründern von Adyen. Die Gründer hielten die damals bestehenden Systeme für die digitale Zahlungsabwicklung für veraltet und erkannten in der Entwicklung von neuen Zahlungsplattformen eine Marktlücke. Zu den frühen Investoren gehörten unter anderem Mark Zuckerberg, Jack Dorsey und der Staatsfonds „Temasek“ des Landes Singapur.
In den Jahren 2010 bis 2012 expandierte Adyen global und eröffnete Standorte in San Francisco, London, Paris und Stockholm.
Seit 2017 verfügt das Unternehmen über Acquiring-Lizenzen in Brasilien, Singapur, Hong Kong, Australien und Neuseeland sowie einer europäischen Banklizenz. Bereits zum Ende des Jahres 2017 wurde das Unternehmen mit 2,3 Milliarden US-Dollar bewertet, was es zu einem der größten europäischen Einhörner machte. Am 13. Juni 2018 erfolgte der Börsengang des Unternehmens an der Euronext-Aktienbörse in Amsterdam mit einem Aktienkurs von 240 EUR. Zum Börsenschluss notierten die Papiere mit rd. 480 EUR pro Stück zu einer Marktkapitalisierung von 14 Mrd. Euro.
In den Jahren 2019 bis 2020 expandierte das Unternehmen in den afrikanischen Markt und eröffnete ebenfalls Standorte in Tokyo, Mumbai und Dubai. Im Zuge der COVID-19-Pandemie und der Pleite von Wirecard erfuhr Adyen als dessen größter europäischer Konkurrent einen großen Zustrom an Kunden und Aufmerksamkeit.
Seit Juni 2021 verfügt Adyen ebenfalls über eine Zweigstellen- bzw. Banklizenz in den USA.
Zum Jahresende 2023 beschäftigte Adyen über 4.000 Mitarbeiter an 27 Standorten weltweit, wobei Amsterdam und San Francisco die wichtigsten darstellen.
Im August 2024 gab das Unternehmen bekannt nun ebenfalls über eine Acquiring-Lizenz für Indien zu verfügen und die Expansion auf diesem Markt voranzutreiben.

## Aktiencrash
Im August 2023 brach der Aktienkurs von Adyen infolge der Vorlage der Geschäftszahlen und Strategie innerhalb eines Tages um rd. 39 % ein. Mit der Sorge um rückläufiges Wachstum, zu hohe Personalausweitungen und stärker werdende Konkurrenten wie Stripe oder PayPal setzte sich der Einbruch fort. Innerhalb von 2 Monaten verlor die Aktie über 60 % ihres Wertes. Es war der schwerste Kursverlust in der Unternehmensgeschichte und einer der schwersten in den Niederlanden außerhalb einer Finanzkrise.
Mit dem Stand von Februar 2024 haben sich die Aktien aufgrund von verbesserter Investorenkommunikation und nach Analystenmeinung zufriedenstellenden Geschäftszahlen nahezu auf das Niveau vor dem Crash erholt.

## Finanzkennzahlen
| Jahr                                                  | 2017  | 2018   | 2019   | 2020   | 2021   | 2022   | 2023   |
| ----------------------------------------------------- | ----- | ------ | ------ | ------ | ------ | ------ | ------ |
| Umsatz                                                | 218,3 | 373,5  | 534,3  | 684,2  | 1001   | 1.330  | 1.626  |
| Gewinn                                                | 71    | 165    | 257    | 199    | 581    | 720    | 743    |
| Bilanzsumme                                           | 1.137 | 1.860  | 2.609  | 4.158  | 5.776  | 7.616  | 9.568  |
| Mitarbeiter                                           | 716   | 873    | 1.182  | 1.747  | 2.000  | 3.332  | 4.196  |
| Marktkapitalisierung (letzter Schlusskurs des Jahres) |       | 13.391 | 21.944 | 58.094 | 71.549 | 40.182 | 39.490 |

## Belege
1. ↑  Adyen: Unser Team, abgerufen am 9. November 2023.
2. 1 2  Shareholder letter H2 2023. (PDF) Adyen, 8. Februar 2024, abgerufen am 14. Februar 2024 (englisch).
3. ↑  Adyen - Company profile. Euronext, 9. November 2023, abgerufen am 9. November 2023 (englisch).
4. ↑  Blaise Hope: Profile: Pieter van der Does, the man behind Adyen. Technology Magazine, 19. Januar 2022, abgerufen am 14. Februar 2024 (englisch).
5. 1 2  Adyen - Unternehmensprofil. IT Times, 14. Februar 2024, abgerufen am 14. Februar 2024.
6. ↑  Katja Joho: Sensationsstart für Adyen. In: Wirtschaftswoche. 13. Juli 2018, abgerufen am 10. März 2019.
7. 1 2  Christoph G. Schmutz: Warum die niederländische Firma Adyen den Internet-Pionier Paypal bei Ebay ausstechen konnte. In: nzz.ch. 17. August 2021, abgerufen am 18. August 2021.
8. ↑  Unsere Kunden. Adyen, 9. November 2023, abgerufen am 9. November 2023.
9. 1 2  Shareholder letter H2 2023. Adyen, 8. Februar 2024, abgerufen am 14. Februar 2024 (englisch).
10. ↑  Adyen gibt internationale Zusammenarbeit mit McDonald's über Zahlungsabwicklung für mobile Apps bekannt. Abgerufen am 12. August 2024.
11. ↑  Adyen - Overview. Börse Frankfurt, 9. November 2023, abgerufen am 9. November 2023 (englisch).
12. ↑  Euronext 100 Index. Euronext, 9. November 2023, abgerufen am 9. November 2023 (englisch).
13. ↑  Largest companies in the EU by market capitalization. Companies Marketcap, 14. Februar 2024, abgerufen am 14. Februar 2024 (englisch).
14. ↑  argest financial service companies by market cap. Companies Marketcap, 14. Februar 2024, abgerufen am 14. Februar 2024 (englisch).
15. 1 2  Siddharth Venkataramakrishnan: Payments group Adyen’s shares plunge almost 40% after profits disappoint. Financial Times, 17. August 2023, abgerufen am 14. Februar 2024 (englisch).
16. 1 2  Unsere Geschichte. Adyen, 9. November 2023, abgerufen am 9. November 2023.
17. ↑  Elisabeth Atzler: Wirecard-Konkurrent Adyen legt glänzende Zahlen vor. In: Handelsblatt. 27. Februar 2019, abgerufen am 6. März 2019.
18. 1 2 3  Annual report 2019. Adyen, Februar 2020, abgerufen am 14. Februar 2024 (englisch).
19. ↑  Emily Mason: Payments Giant Adyen Starts Offering Banking Services, Going Head To Head With Stripe, Square And PayPal. Forbes, 23. Oktober 2022, abgerufen am 14. Februar 2024 (englisch).
20. ↑  Trevor Clawson: How to Build A Fintech Unicorn. How Adyen Became a $2.3bn Payments Company. In: Forbes (online). 23. Januar 2018, abgerufen am 6. März 2019.
21. 1 2  Sensationsstart für Paypal-Rivalen Adyen an der Börse. manager magazin, 13. Juni 2018, abgerufen am 9. November 2023.
22. ↑  Dutch payment giant Adyen to expand into the Middle East, opens Dubai office. Silicon Canals, 11. November 2020, abgerufen am 14. Februar 2024 (englisch).
23. ↑  Adyen expands its global payment offering to Africa. Global Banking & Finance review, 7. Juni 2019, abgerufen am 14. Februar 2024 (englisch).
24. ↑  Investoren flüchten zu Wirecard-Konkurrent Adyen. manager magazin, 6. Juli 2020, abgerufen am 14. Februar 2024.
25. ↑  Adyen Order Approving Establishment of a Branch by FEDERAL RESERVE SYSTEM. Board of Governors  of the Federal Reserve System, 24. Mai 2021, abgerufen am 14. Februar 2024 (englisch).
26. ↑  Adyen - about. Adyen, 14. Februar 2024, abgerufen am 14. Februar 2024 (englisch).
27. ↑  Adyen expands payment processing to India, launches new technology hub. Adyen, 15. August 2024, abgerufen am 10. Oktober 2024 (englisch).
28. ↑  Der unerwartete 20-Milliarden-Euro-Crash von Adyen. manager magazin, 18. August 2023, abgerufen am 14. Februar 2024.
29. ↑  Samuel Indyk, Danilo Masoni, Toby Sterling: Adyen shares hit more than three-year low after 'apocalypse' selling. Reuters, 13. August 2023, abgerufen am 14. Februar 2024 (englisch).
30. ↑  Adyen-Aktie erholt sich von Kursabsturz im August. Handelsblatt, 5. September 2023, abgerufen am 14. Februar 2024.
31. ↑  Waarde aandeel Adyen in vrije val: al ruim 38 procent gedaald. NOS Nieuws, 17. August 2023, abgerufen am 14. Februar 2024 (niederländisch).
32. ↑  Nikolas Kessler: Adyen-Aktie weiter im Aufwind – jetzt wieder zugreifen? Der Aktionär, 17. November 2023, abgerufen am 14. Februar 2024.
33. ↑  Erik Möbus: Die Aktie des Tages: Adyen – zurück auf null! finanz trends, 10. Februar 2024, abgerufen am 14. Februar 2024.
34. ↑  Akila Quinio: Adyen shares surge after sales at payments processor beat forecasts. Financial Times, 8. Februar 2024, abgerufen am 17. Februar 2024 (englisch).
35. ↑  Fundamentale Kennzahlen Adyen. Börse.de, 14. Februar 2024, abgerufen am 14. Februar 2024.
36. ↑  Raynor de Best: Net revenue of payment gateway Adyen across the world from 2015 to 1st half of 2023. statista, 26. Oktober 2023, abgerufen am 14. Februar 2024 (englisch).
37. ↑  Annual Report 2023. Adyen, 8. Februar 2024, abgerufen am 10. Oktober 2024 (englisch).